# Mi vida sin ti (telenovela)
Mi vida sin ti es una telenovela peruana, producida y dirigida por Michelle Alexander y Ani Alva Helfer. Basada en el machismo y los problemas que enfrentan las mujeres.
El elenco de la serie estuvo confinado en un hotel tres meses, durante la filmación de la novela para evitar contagios durante la pandemia de COVID-19 en Perú.
Está protagonizada por Pierina Carcelén y David Villanueva, coprotagonizada por Karime Scander y Andrés Vilchez, junto con Sebastián Monteghirfo, Vanessa Saba y Marisol Aguirre en los roles antagónicos. Acompañados por Cielo Torres, Emilram Cossío, Claret Quea, Ítalo Maldonado, Daniela Rodríguez Aranda, Diego Pérez y Daniela Feijóo.

## Trama
Dos jóvenes que se aman profundamente, pero la vida los separa y cada uno forma su familia en caminos diferentes. Con el tiempo, el destino los volverá a encontrar. Este inesperado encuentro se transformará en un viaje emocional con temor, culpa, tensión, secretos no revelados y, además, situaciones inmanejables para el resto de sus familias, vecinos y amigos.

## Elenco
- Pierina Carcelén como Amanda Castillo de Calderón[6][1]
- David Villanueva como Santiago Vargas[6]
- Sebastián Monteghirfo como Enrique Calderón[10]
- Vanessa Saba como Leticia Bredeston Div de Vargas[11]
- Diego Pérez como Enrique Calderón Castillo «Kike»[12]
- Karime Scander como Camila Calderón Castillo[13]
- Marisol Aguirre como Vilma Traverso de Gubbins «Viruca»[14]
- Emilram Cossío como Pericles Infante[15]
- Cielo Torres como Xiomara Zamora de Infante[16]
- Andrés Vílchez como Daniel Vargas Bredeston[17]
- Daniela Rodriguez Aranda como Jossy[15]
- Daniela Feijoó como Olenka Dávalos[12]
- Claret Quea como Eddie Navarro «Grillo»[18]
- Ítalo Maldonado como Claudio Francisco Mendoza[12]
- Gabriela Billotti como Elvira Vda de Vargas[15]
- Mario Cortijo como Santiago Vargas (joven)[19]
- Vania Accinelli como Amanda Castillo de Calderón (joven)[19]
- Miguel Álvarez como Marcelo Miguel[20]
- Jimena Lindo como Karina Vargas
- Briana Botto como Rocío del Carmen[21]
- Andrea Chuiman como Floribel Díaz

## Premios y nominaciones

### Premios LucesdeEl Comercio
| Año  | Categoría          | Nominados        | Resultado |
| ---- | ------------------ | ---------------- | --------- |
| 2020 | Mejor actor        | David Villanueva | Nominado  |
| 2020 | Mejor actriz de TV | Pierina Carcelén | Nominado  |